# George Abela
Pour les articles homonymes, voir Abela.
George Abela, né Ġorġ Abela le 22 avril 1948 à Qormi, est un avocat et un homme politique maltais, membre du Parti travailliste et président de Malte de 2009 à 2014.

## Biographie

### Jeunesse et formation
Fils d'un ouvrier portuaire, George Abela suit des études supérieures à l'université de Malte. Après un baccalauréat ès arts (littéraire), il obtient un Magister Iuris (doctorat) en droit européen en 1995. Il est également titulaire d'un diplôme d’avocat devant les tribunaux ecclésiastiques pour les cas d'annulation du mariage.

### Activités professionnelles
Le docteur Abela poursuit sa carrière au sein d’un cabinet privé d’avocats où il est spécialisé en droit civil, commercial et industriel. Il est le conseiller juridique de l'Union générale des travailleurs et en tant que tel défend les intérêts des travailleurs dans les négociations lors du sauvetage d'Air Malta en 2002 et de la réforme des ports de Malte en juin 2007. Ses interventions sont saluées comme un modèle de dialogue social par la Commission européenne qui a suivi de près ces négociations. Il est également conseiller juridique de l'Association médicale de Malte.

### Activités sportives
D’abord trésorier du club de football de son village natal, Qormi Football Club, George Abela en devient le président, avant d’être vice-président et président de la Fédération de Malte de football de 1982 à 1992. Fortement impliqué, il contribue à la modernisation des installations sportives (pelouse, terrains annexes, projecteurs, etc.) du stade national de Ta’ Quali avec la création de salles de préparation entièrement équipées et d’un centre de physiothérapie et de remise en forme. Il professionnalise le statut des joueurs de l'équipe nationale, engage des entraîneurs étrangers pour former leurs homologues maltais et permet la création d’un véritable corps arbitral avec l’aide des institutions internationales du football. Il représente Malte dans de nombreux comités de l'UEFA et siège avec le titre d'arbitre au Tribunal arbitral du sport à Lausanne.
En outre, George Abela a également participé à des actions philanthropiques par les moyens du sport au travers d’un mouvement catholique Kerygma comme président de campagne.

### Activités politiques
En 1992, George Abela est élu chef adjoint du Parti travailliste de Malte. En 1996, son parti remporte brillamment les élections générales et il obtient le poste de conseiller juridique auprès du Premier ministre et participe ainsi à toutes réunions du cabinet.
Il est ensuite nommé comme directeur de la Banque centrale de Malte et aussi directeur exécutif de Bank of Valletta.
Il participe activement aux pré-négociations d'adhésion de Malte à l'Union européenne, où il fait partie du groupe de travail sur les aspects juridiques et sociaux de l'adhésion.
Le 1er avril 2009, George Abela est élu 8e président de Malte à l'unanimité des deux partis politiques représentés au Parlement. Il faut remarquer que c’est la première fois, en trente-six ans de régime républicain, qu'un tel phénomène politique se produit. Il prend ses fonctions le 4 avril suivant, succédant à Edward Fenech Adami.

### Vie privée
Il est marié à Margaret Cauchi, avec laquelle il a deux enfants, Robert, devenu Premier ministre en 2020, et Maria.